# Pachygnatha clercki
Pachygnatha clercki là một loài nhện trong họ Tetragnathidae.